# Special Forces (Alice Cooper)
Special Forces è il tredicesimo album studio pubblicato da Alice Cooper, nel 1981 per la Warner Bros.

## Tracce
1. Who Do You Think We Are – 4:21 (Alice Cooper, Duane Hitchings)
2. 7 and 7 Is – 2:41 (Arthur Lee)
3. Prettiest Cop on the Block – 3:13 (Cooper, Johnstone, Mandel)
4. Don't Talk Old to Me – 2:54 (Cooper, Johnstone, Mandel)
5. Generation Landslide '81 (live) – 3:50 (Cooper, Glen Buxton, Michael Bruce, Dennis Dunaway, Neal Smith)
6. Skeletons in the Closet – 3:42 (Cooper, Hitchings)
7. You Want It, You Got It – 3:15 (Cooper, Scott, Krampf, Steele, Kaz)
8. You Look Good in Rags – 3:35 (Cooper, Hitchings)
9. You're a Movie – 3:37 (Cooper, Hitchings)
10. Vicious Rumours – 3:43 (Cooper, Hitchings, Scott, Pinera)

## Singoli
- 1981: You Want It, You Got It
- 1982: 7 and 7 Is (Live)

## Formazione
- Alice Cooper - voce
- Danny Johnson - chitarra
- Mike Pinera - chitarra
- Erik Scott - basso
- Craig Kampf - batteria
- Duane Hitchings - tastiere

## Posizioni in classifica
Album - Billboard (Nord America)
| Anno | Classifica | Posizione |
| ---- | ---------- | --------- |
| 1982 | Pop Albums | 125       |